# Stefan Bołoczko
Stefan Bołoczko (ur. 28 stycznia 1935 w Grodnie, zm. 21 lipca 2006 w Olsztynie) – polski lekarz, poseł na Sejm PRL VIII kadencji.

## Życiorys

### Wykształcenie i działalność naukowa
Po II wojnie światowej przybył wraz z rodzicami do Mrągowa, gdzie uzyskał maturę. W latach 1951–1956 studiował w Akademii Medycznej w Gdańsku, uzyskując absolutorium. Od 1957 do 1962 pracował w Oddziale Chirurgii Ogólnej Szpitala Powiatowego w Mrągowie. W 1960 uzyskał I stopień specjalizacji w zakresie chirurgii ogólnej. Pracował następnie jako asystent w Klinice Chirurgii Urazowej Studium Doskonalenia Lekarzy w szpitalu Bielańskim w Warszawie, a w 1964 uzyskał specjalizację II stopnia z chirurgii urazowej.
W 1966 został doktorem nauk medycznych. We wrześniu tego samego roku powołany został na stanowisko adiunkta Kliniki Chirurgii Urazowej i Ortopedii Centralnego Szpitala Klinicznego WAM w Warszawie. W 1970 został ordynatorem w nowo otwartym Szpitalu Wojewódzkim w Olsztynie, gdzie zorganizował Oddział Chirurgii Ortopedyczno-Urazowej (który rozpoczął pracę 4 stycznia 1971). 26 marca 1972 uzyskał stopień doktora habilitowanego nauk medycznych w zakresie chirurgii ortopedycznej na podstawie dorobku naukowego oraz rozprawy pt. Niektóre aspekty polimerolastyki w operacjach wytwórczych stawów ze szczególnym uwzględnieniem zmian zniekształcających stawu biodrowego. W 1974 uzyskał II stopień specjalizacji w zakresie organizacji ochrony zdrowia. Od 1974 do 1990 zasiadał w Radzie Wydziału Lekarskiego Akademii Medycznej w Białymstoku. Prowadził zajęcia ze studentami. Od 1975 do 1980 był dyrektorem Wojewódzkiego Szpitala Zespolonego w Olsztynie. W latach 1975–1986 był członkiem Krajowego Nadzoru Specjalistycznego do spraw ortopedii i traumatologii. W 1986 został profesorem nadzwyczajnym oraz członkiem zarządu głównego Polskiego Towarzystwa Ortopedycznego i Traumatologicznego.
Był także członkiem komitetów redakcyjnych pism naukowych w zakresie ortopedii.

### Działalność polityczna
W 1960 wstąpił do Polskiej Zjednoczonej Partii Robotniczej. Od 1972 do 1975 był sekretarzem podstawowej organizacji partyjnej PZPR przy Szpitalu Wojewódzkim w Olsztynie, a w 1976 został członkiem Komitetu Wojewódzkiego partii. W latach 1976–1980 zasiadał w Wojewódzkiej Radzie Narodowej w Olsztynie.
Od 1980 do 1985 pełnił mandat posła na Sejm PRL VIII kadencji w okręgu Olsztyn. Zasiadał w Komisji Administracji, Gospodarki Terenowej i Ochrony Środowiska, Komisji Zdrowia i Kultury Fizycznej, Komisji Nadzwyczajnej do rozpatrzenia projektu ustawy o Spółdzielniach i ich Związkach, Komisji Nauki i Postępu Technicznego, Komisji Oświaty, Wychowania, Nauki i Postępu Technicznego oraz w Komisji Polityki Społecznej, Zdrowia i Kultury Fizycznej. Od 1983 do 1985 pełnił też funkcję wiceprzewodniczącego Społecznej Rady Zdrowia przy Ministrze Zdrowia i Opieki Społecznej.

### Śmierć
Zmarł 21 lipca 2006, pochowany został na cmentarzu komunalnym w Olsztynie.

## Odznaczenia i wyróżnienia
W 2000 otrzymał tytuł honorowy „Osobowość Roku Warmii i Mazur” od Olsztyńskiego Klubu Biznesu. Uzyskał również Krzyż Kawalerski, Oficerski i Komandorski (2005) Orderu Odrodzenia Polski, a także m.in. Srebrny Krzyż Zasługi, Medal 30-lecia Polski Ludowej, Brązowy Medal „Za zasługi dla obronności kraju”, Medal Komisji Edukacji Narodowej, tytuł „Zasłużony Lekarz PRL” i Medal im. prof. Adama Grucy.